# Spirit (tecknad serie)
Spirit (The Spirit i original) är en amerikansk tecknad serie, en dagspresserie i äventyrsgenren, skriven och tecknad av Will Eisner mellan 1940 och 1952. Senare har nya avsnitt skapats för serietidningsmarknaden, bland annat av DC Comics.

## Dagspresserien
Spirit är en maskerad brottsbekämpare, klädd i blå kostym, hatt och handskar, men utan superkrafter. Till sin hjälp har han sina vänner polismästare Dolan och den enfaldige men hjälpsamme Ebony.
Serien är tydligt inspirerad av film noir, men historierna varierar mellan flera olika genrer, som deckare, romantiskt drama, skräck, och svart komedi. Titelfiguren är huvudsakligen verksam i stadens centrum, många av äventyren tar honom också till exotiska platser världen över. Ett återkommande tema var att han mötte vackra men dödliga kvinnor.
Till skillnad från majoriteten amerikanska dagspresserier var varje serieavsnitt betydligt längre än en sida - serien publicerades i en separat bilaga som distribuerades med nyhetstidningarnas söndagsutgåvor, och varje avsnitt är i regel sju sidor långt. Utöver detta gick serien även som traditionell dagsstrippserie på vardagarna från 1941 till 1944. Söndagsversionen upphörde 1952.
I Sverige har serien publicerats i album från Carlsen Comics och Alvglans förlag samt i tidningarna Fantomen (1982-1992 och 2003-2004), Agent X9 och (under titeln Skuggan) i Serie-Nytt.

## Senare serier
Under 1960- och 1970-talen tecknade Eisner en handfull nya Spirit-avsnitt, de samlingsalbum av serien som förlagen Harvey Comics och Kitchen Sink Press publicerade, och i mitten av 1990-talet publicerade Kitchen Sink nya avsnitt av andra serieskapare, bland andra Alan Moore, Dave Gibbons, och Neil Gaiman. 2005 publicerade Dark House Comics den sista Spirit-historien skapad av Will Eisner, som avled samma år.
2007 introducerade Jeph Loeb Spirit i DC:s universum, i och med utgivningen av engångspublikationen Batman/The Spirit, och mellan 2007 och 2009 utkom totalt 32 nummer av DC-tidningen The Spirit, med upphovsmän som Darwyn Cooke, J. Bone, Mark Evanier, Sergio Aragones, Mike Ploog, och Paul Smith.

## Filmatisering
Spirit filmatiserades 2008 (svensk premiär 2 januari 2009) i regi av Frank Miller och med Gabriel Macht i huvudrollen: The Spirit.